# 佐伯国益
佐伯 国益（さえき の くにます、生年不明 - 宝亀10年閏5月15日（779年7月3日））は、奈良時代の貴族。姓は宿禰。官位は正五位下・河内守。

## 経歴
淳仁朝の天平宝字8年（764年）藤原仲麻呂の乱が発生すると、佐伯伊多治・田口牛養・大野真本らとともに従五位下に昇叙される。
称徳朝では近衛少将を務め、神護景雲2年（768年）備後守を兼任した。
宝亀元年（770年）光仁天皇の即位に伴って、石上家成・大野真本・藤原小黒麻呂とともに従五位上に叙せられると、翌宝亀2年（771年）には正五位下と光仁朝初頭に続けて昇叙された。宝亀3年（772年）政情調査のために覆損使として東山道に派遣されている。宝亀6年（775年）河内守に任ぜられた。
宝亀10年（779年）卒去。最終官位は河内守正五位下。同年5月に生前無欲で勤勉であったことを賞され、正五位上の贈位がなされ、稲1000束が贈られた。同年9月に後任の河内守として一族の佐伯真守が任官している。

## 官歴
『続日本紀』による。
- 時期不詳：正六位上
- 天平宝字8年（764年） 9月12日：従五位下
- 時期不詳：近衛少将
- 神護景雲2年（768年） 閏6月13日：兼備後守
- 宝亀元年（770年） 10月1日：従五位上
- 宝亀2年（771年） 5月14日：正五位下
- 宝亀3年（772年） 9月25日：東山道覆損使
- 宝亀6年（775年） 9月13日：河内守
- 宝亀10年（779年） 日付不詳：卒去（河内守正五位下）。閏5月15日：贈正五位上、賜稲1000束